# Jürgen Hövermann
Jürgen Hövermann (* 15. März 1922 in Muschaken, Ostpreußen; † 11. Januar 2024 in Northeim-Hillerse) war ein deutscher Geograph und Hochschullehrer.

## Leben
Hövermann verbrachte seine Jugend in Lüneburg und zog später nach Hillerse (Northeim).
Er promovierte 1947 und habilitierte sich 1951 an der Universität Göttingen, an welcher er in den Jahren von 1951 bis 1960 als Privatdozent und außerplanmäßiger Professor tätig war. Er folgte einem Ruf an die FU Berlin und lehrte dort in den Jahren 1961 bis 1972. Anschließend kehrte er als ordentlicher Professor für Geographie an die Universität Göttingen zurück. 1990 wurde er emeritiert.
Hövermann forschte hauptsächlich in der Geomorphologie, insbesondere in den ariden Gebieten. In den 1960er Jahren baute er in Bardaï (Tschad) eine Forschungsstation auf. Weiterhin befasste er sich mit der Geomorphologie der Hochgebirge. Er gehörte zu den ersten westlichen Forschern, die in den 1970er-Jahren im chinesischen Teil der innerasiatischen Hochgebirge tätig waren.
Am 1. April 2022 trafen etwa 60 Geographen in den Räumlichkeiten der Fakultät für Geowissenschaften und Geographie der Georg-August Universität zusammen, um mit zahlreichen weiteren, per Videokonferenz z. T. auch aus dem Ausland zugeschalteten Gästen den 100. Geburtstag des emeritierten Kollegen Jürgen Hövermann in Form eines Ehrensymposiums nachzufeiern.

## Schriften (Auswahl)
- Morphologische Untersuchungen im Mittelharz. Geographisches Institut der Universität, Göttingen 1949 (= Göttinger geographische Abhandlungen. Band 2).
- Die Entwicklung der Siedlungsformen in den Marschen des Elb-Weser-Winkels. Verlag des Amtes für Landeskunde, 1951.
- Geographische Landesaufnahme: Die naturräumlichen Einheiten auf Blatt 99 Göttingen. Bundesanstalt für Landeskunde, Bad Godesberg 1963. → Online-Karte (PDF; 4,1 MB)

## Auszeichnungen
- 1958: Medaille honor Universität Lüttich
- 1972: Mitglied der Braunschweigischen Wissenschaftlichen Gesellschaft
- 1992: Gustav-Nachtigal-Medaille der Gesellschaft für Erdkunde[2]
- 2004: Dr. h. c. Julius-Maximilians-Universität Würzburg
- 2021: Goldene Ferdinand-von-Richthofen-Medaille, höchste Auszeichnung der Deutschen Gesellschaft für Geomorphologie